# Levate
Levate ist eine Enzyklika von Papst Pius IX., die am 27. Oktober 1867 veröffentlicht wurde, sie trägt den Untertitel  „Über das Leiden der Kirche“.
Pius IX. beklagte und verdammte in strengen und harten, nicht gerade diplomatischen Worten die politischen Ereignisse in Italien, Russland und Polen. So beanstandete er die Enteignung von Kirchengemeinden, die Absetzung eines Bischofs und die Verfolgung der Katholiken in Polen. Weiterhin bemängelte er die von der zaristischen Regierung in Sankt Petersburg erlassenen Dekrete, welche die Freiheit der Gläubigen einschränken würden. Besonders stark zu Gericht ging er mit den Vorfällen in Italien; hier seien wahre „Teufel“ und „böse Männer“ am Werk, denen er Gewinnsucht und Pietätlosigkeit vorwarf.
Er forderte die Katholiken in ihren Diözesen zu einem dreitägig anhaltenden intensiven Gebet auf, wobei er einräumte, dass in den überseeischen Diözesen diese Gebetstage innerhalb eines Jahres durchgeführt sein sollen. Im Zusammenhang mit dieser Gebetsperiode erteilte er, bei ordnungsgemäßer Teilnahme, einen völligen Ablass.